# Barichneumon bilunulatus
Barichneumon bilunulatus là một loài tò vò trong họ Ichneumonidae.